# Dicranoptycha septemtrionis
Dicranoptycha septemtrionis is een tweevleugelige uit de familie steltmuggen (Limoniidae). De soort komt voor in het Nearctisch gebied.
De wetenschappelijke naam voor de soort werd voor het eerst geldig gepubliceerd in 1926 door Charles Paul Alexander.